# Rosenbauch-Bartvogel

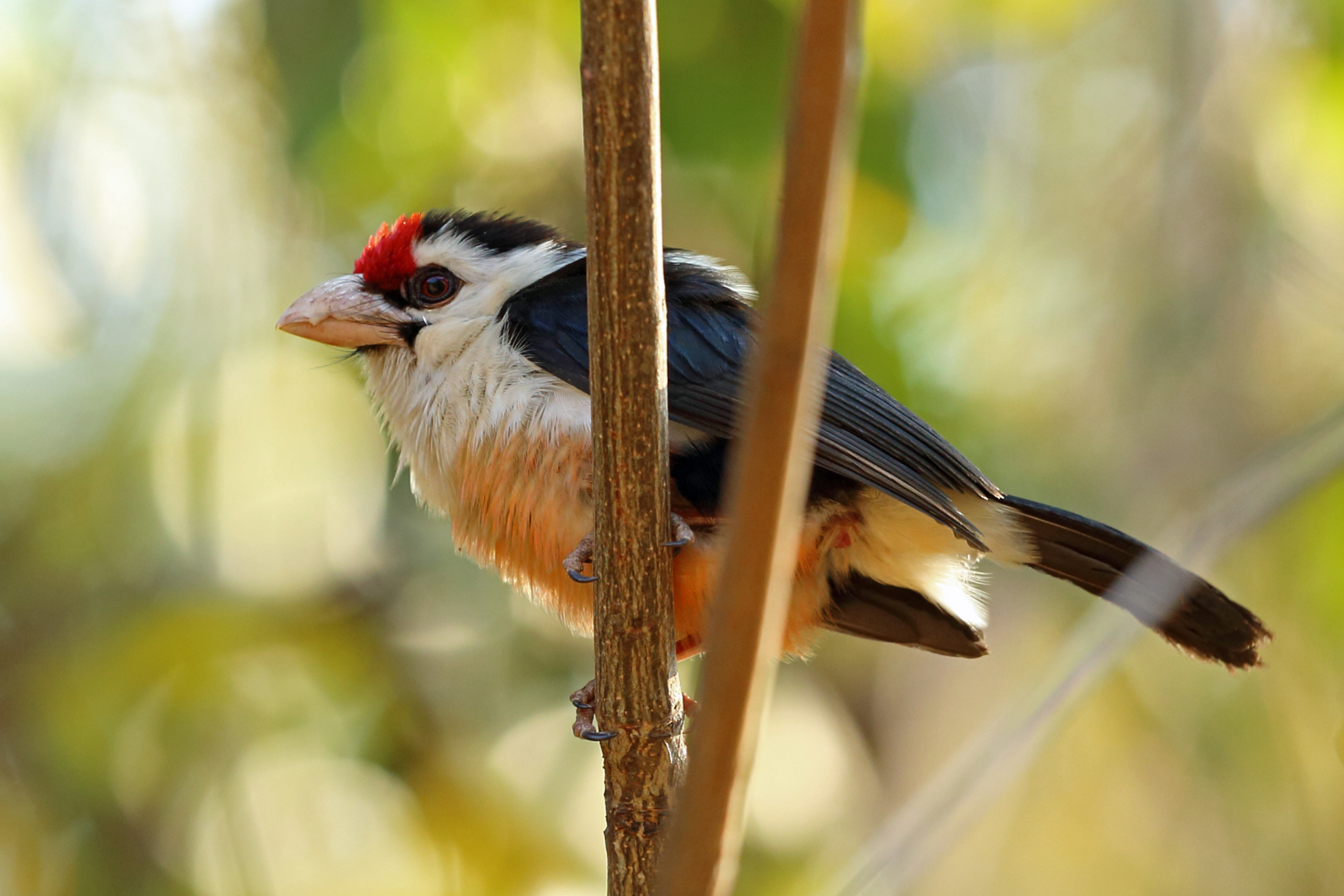
Rosenbauch-Bartvogel

Der Rosenbauch-Bartvogel (Pogonornis minor, Synonym: Lybius minor) ist eine Art aus der Familie der Afrikanischen Bartvögel. Die Art kommt in Afrika beiderseits des Äquators vor. Es werden zwei Unterarten unterschieden. Die IUCN stuft den Rosenbauch-Bartvogel als nicht gefährdet (least concern) ein.

## Erscheinungsbild
Die Männchen der Nominatform erreichen eine Flügellänge von 8,5 bis 9,4 Zentimeter. Die Schwanzlänge beträgt zwischen 6,3 und 7,5 Zentimeter. Sie sind damit verhältnismäßig langschwänzige Zahnbartvögel. Die Schnabellänge beträgt 2 bis 2,4 Zentimeter. Weibchen haben ähnliche Körpermaße. Wie für Zahnbartvögel charakteristisch weisen sie keinen ausgeprägten Sexualdimorphismus auf.
Männchen und Weibchen haben eine rote, bei einigen Individuen auch orange, Stirn. Auch der Oberkopf ist im vorderen Bereich rot. Der übrige Kopf sowie die Halsseiten und die vorderen Rückenseiten sind graubraun. Der Rest des Oberkörpers ist schwarzbraun, die Federn der Oberschwanzdecken haben schwarze Spitzen. Die Steuerfedern sind schwarz. Die Körperunterseite ist überwiegend weiß, von der Brustmitte bis zum Bauch sind rötlich orange, die Flanken und die Schenkel sind schwarz. Der Schnabel ist rötlich elfenbeinfarben bis grau hornfarben. Die unbefiederte Haut rund um die Augen ist blass violett, die Augen sind gelb, orange, rot oder braun. Die Beine und Füße sind fleischfarben bis dunkelbraun.
Die Unterart Lybius minor macclounii hat abweichend von der Nominatform weiße Gesichts- und Halsseiten. Die Körperoberseite ist schwarz, auf dem Rücken befindet sich ein auffälliges, großes weißes v-förmiges Abzeichen.
Der Rosenbauch-Bartvogel ist aufgrund seiner Bauchfärbung mit kaum einer anderen Art zu verwechseln. Er ist größer und langschwänziger als der Halsband-Bartvogel, der einen roten Kopf und ein schwarzes Brustband hat. Größere Ähnlichkeit weist der Rosenbauch-Bartvogel mit dem seltenen Feigen-Bartvogel auf. Bei dieser Art sind jedoch auch die Gesichtsseiten rot und der Hinterkopf und der Nacken sind weiß. Der Feigen-Bartvogel ist außerdem kurzschwänziger.

## Verbreitungsgebiet und Lebensraum
Das Verbreitungsgebiet des Rosenbauch-Bartvogels ist Gabun, Kongo, die Demokratische Republik Kongo, Burundi, Tansania, Angola, Sambia und der Nordwesten Malawis. Rosenbauch-Bartvögel sind regional häufige Vögel, insgesamt jedoch nicht sehr häufig. Aufgrund ihrer einzelgängerischen Lebensweise und ihrer geringen Ruffreudigkeit fallen sie bei Feldbeobachtungen häufig jedoch nicht auf. Ihre Höhenverbreitung reicht vom Meeresniveau bis in Höhenlagen von 1.500 Metern.
Sie kommen in offenen Wäldern, an Waldrändern und auf Kulturland wie Baumplantagen und Gärten vor. Sie präferieren Regionen, die Termitenhügel aufweisen, da sie diese für die Anlagen ihrer Nisthöhlen nutzen.

## Lebensweise
Rosenbauch-Bartvögel sind territoriale Vögel, die Reviergröße ist dabei von den örtlichen Gegebenheiten beeinflusst. Im Revier werden gelegentlich auch drei und seltener vier Rosenbauch-Bartvögel beobachtet. Dabei handelt es sich mit großer Sicherheit um ausgewachsene, noch nicht verpaarte Nachkommen der Elternvögel. Diese übernehmen eine Helferrolle. Rosenbauch-Bartvögel suchen in einer Umgebung von etwa 500 Metern von ihrer Nisthöhle nach Nahrung, man hat aber auch schon Nisthöhlen von Rosenbauch-Bartvögeln gefunden, die nur etwa 300 Meter voneinander entfernt waren.
Neben Termitenhügeln werden für die Anlage der Nisthöhle auch abgestorbene Baumstämme oder Äste genutzt. Das Gelege besteht aus drei bis vier Eiern. Brut- und Nestlingszeit sind unbekannt. Der Kleine Honiganzeiger ist mit großer Sicherheit ein Brutparasit des Rosenbauch-Bartvogels.

## Belege

## Weblink
- Lybius minor in der Roten Liste gefährdeter Arten der IUCN 2013.2. Eingestellt von: BirdLife International, 2012. Abgerufen am 23. November 2013.